# Drżączka większa
Drżączka większa, wielka (Briza maxima L.) – gatunek rośliny jednorocznej z rodziny wiechlinowatych. Występuje naturalnie w Afryce Północnej (Akgeria, Libiam Maroko, Tunezja) oraz w obszarze śródziemnomorskim Europy. Jako gatunek zawleczony lub uciekinier z upraw rozprzestrzenił się także na Azorach, w Australii i Nowej Zelandii, na Wyspach Brytyjskich, w Ameryce Północnej i Środkowej oraz niektórych rejonach Azji.

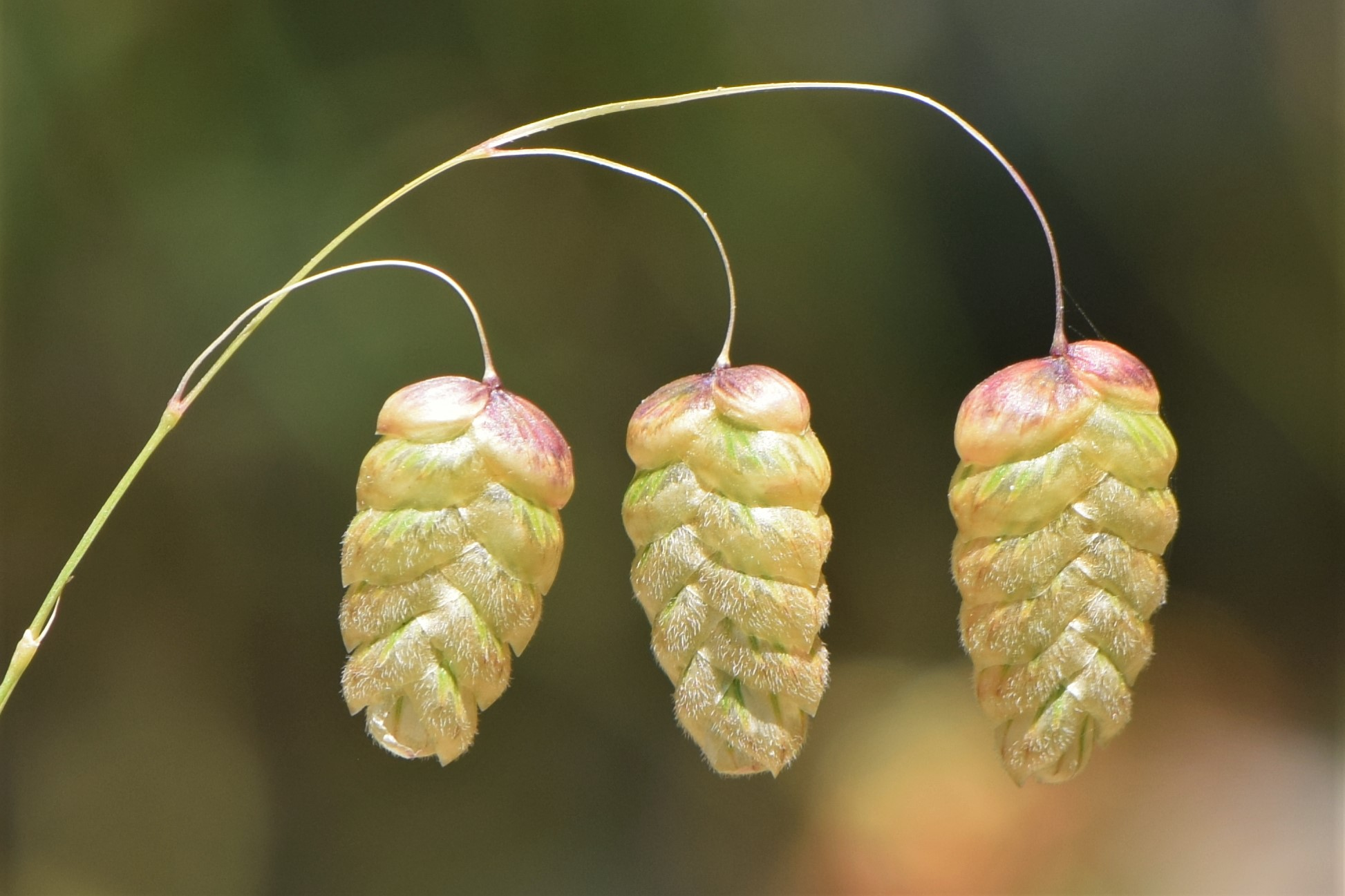
Kłoski

## Morfologia
PokrójTworzy luźne kępy.
ŁodygaOsiąga wysokość 20–50 cm. Źdźbła prosto wzniesione, słabo ulistnione.
LiścieBlaszka liściowa o szorstkim brzegu, szerokości do 4 mm.
KwiatyZebrane w kwiatostan – rozpierzchłą wiechę długości do 15 cm. Na szczytach cienkich gałązek osadzone są kłoski, jajowate lub podłużne sercowate, długości około 1–2,5 cm.